# Oleh Kalašnikov
Oleh Ivanovyč Kalašnikov (in ucraino Оле́г Іва́нович Кала́шніков?; Rivne, 6 novembre 1962 – Kiev, 15 aprile 2015) è stato un politico ucraino.

## Biografia
Tra il 1978 e il 1997 ha prestato servizio in posizioni di comando nelle Forze armate sovietiche e poi in quelle ucraine, partecipando inoltre alla liquidazione del disastro di Černobyl' e ottenendo il grado di colonnello.
Alle elezioni parlamentari del 2006 fu eletto alla Verchovna Rada nelle file del Partito delle Regioni di Viktor Janukovyč. Nel luglio 2006 fuori dal palazzo della Verchovna Rada insieme ad altri sostenitori del partito aggredì una troupe dell'emittente televisiva STB; l'assemblea parlamentare ha successivamente formato una commissione d'inchiesta che ha riconosciuto il comportamento di Kalašnikov come inaccettabile e deplorevole. Si è ripresentato alle elezioni parlamentari del 2012 non risultando eletto.
Durante la rivoluzione ucraina del 2014 avrebbe finanziato l'organizzazione e partecipato a diverse manifestazioni anti-Maidan.
Nella sera del 15 aprile 2015 è stato assassinato a Kiev nei pressi della sua residenza, un giorno prima rispetto all'omicidio del giornalista Oles' Buzyna. Entrambi gli omicidi sono stati rivendicati dall'Esercito Insurrezionale Ucraino (richiamo all'omonima organizzazione paramilitare fascista), un'organizzazione nazionalista ucraina che secondo il Servizio di sicurezza sarebbe in realtà inesistente. I nomi di entrambi, coi relativi dati personali, erano stati pubblicati sul sito Myrotvorec', un database dei collaboratori e sostenitori della causa separatista filo-russa nell'ambito della guerra del Donbass.